# Nekrolog 4. Quartal 1924
Nekrolog
◄◄
| ◄
| 1920
| 1921
| 1922
| 1923
| 1924 | 1925 | 1926 | 1927 | 1928 | ► | ►►
1. Quartal |
2. Quartal |
3. Quartal |
4. Quartal 1924
Weitere Ereignisse | Allgemeiner Nekrolog 1924
Die Beschreibung der verstorbenen Person sollte so kurz wie möglich gehalten sein und nur deren signifikante Tätigkeit(en) enthalten.
Neue Namen ggf. auch unter dem Geburts- und Sterbedatum, also etwa unter 1. Januar und im Geburts- und Sterbejahr (2024) eintragen (nur bei entsprechender großer Wichtigkeit). Für Beispiele siehe die schon vorhandenen Artikel.
Außerdem über die fünf zuletzt Verstorbenen, zu denen es einen ausreichend guten Artikel für eine Präsentation auf der Hauptseite gibt, nach der todesbedingten Überarbeitung der Artikel ggf. auch unter Wikipedia Diskussion:Hauptseite informieren und sie am besten auch in den anderen Wikipedia-Sprachversionen eintragen. Tipp: Regelmäßig bei news.google.de nach „ist tot“, „gestorben“ oder „verstorben“ suchen.
Wenn eine Person gestorben ist, gibt es viele Seiten zu dieser Person in der Wikipedia, die davon auch betroffen sind und entsprechend aktualisiert werden müssen. Beispiele: Namenübersichtsseite, Geburtsjahr, Geburtsort-Seiten und viele mehr.
Wie finde ich die betroffenen Seiten?
Im Suchfeld auf der linken Seite gibt man den Suchbegriff so ein: „Vorname Nachname“. Dann klickt man auf Volltext und alle Seiten mit entsprechendem Suchtext werden aufgerufen. Hier sieht man dann schnell, wo auch das Todesjahr Sinn macht oder sogar ein Teil des Artikels angepasst werden muss. Auch hilft das „Werkzeug“ auf der linken Seite sehr gut, um solche Seiten aufzufinden: „Links auf diese Seite“. Somit ist die Wikipedia wieder aktuell in allen Bereichen! Hinweis: bei Eintragung der Kategorie „Gestorben JAHR“ wird der Missbrauchsfilter 49 ausgelöst, was jedoch nicht schlimm ist. Siehe: Spezial:Missbrauchsfilter/49
Dies ist eine Liste von im vierten Quartal 1924 verstorbenen bekannten Persönlichkeiten. Die Einträge erfolgen innerhalb der einzelnen Daten alphabetisch sortiert. Tiere sind im Nekrolog für Tiere zu finden.

## Oktober
| Tag         | Name                                                   | Beruf, bekannt als                                                                                              | Alter | Beleg |
| ----------- | ------------------------------------------------------ | --- | ----- | ----- |
| 1. Oktober  | John Edward Campbell                                   | englischer Mathematiker                                                                                         | 62    |       |
| 1. Oktober  | Ulysses Davis                                          | US-amerikanischer Regisseur                                                                                     | 51    |       |
| 1. Oktober  | Robert E. De Forest                                    | US-amerikanischer Politiker                                                                                     | 79    |       |
| 1. Oktober  | Theodor Krauß                                          | deutscher Alternativmediziner                                                                                   | 59    |       |
| 1. Oktober  | Karl Lange                                             | deutscher Pädagoge                                                                                              | 75    |       |
| 2. Oktober  | Paul Hock                                              | österreichischer Politiker (DnP), Abgeordneter zum Nationalrat                                                  | 66    |       |
| 2. Oktober  | Carl Johann von Krazeisen                              | deutscher Jurist                                                                                                | 72    |       |
| 2. Oktober  | Werner Richard Landerer                                | deutscher Landwirt und württembergischer Landtagsabgeordneter                                                   | 76    |       |
| 2. Oktober  | William B. Ross                                        | US-amerikanischer Politiker (Demokratische Partei) und Gouverneur von Wyoming                                   | 50    |       |
| 2. Oktober  | Paul Schafheitlin                                      | deutscher Lehrer und Mathematiker                                                                               | 63    |       |
| 3. Oktober  | Josef Goll                                             | österreichischer Politiker (DnP), Abgeordneter zum Nationalrat                                                  | 59    |       |
| 3. Oktober  | Peter Legendre                                         | deutscher Politiker (Zentrum)                                                                                   | 57    |       |
| 3. Oktober  | Max Waechter                                           | britischer Kaufmann und Philanthrop                                                                             | 87    |       |
| 3. Oktober  | Alois Walde                                            | österreichischer Sprachwissenschaftler                                                                          | 54    |       |
| 3. Oktober  | Władysław Zamoyski                                     | polnischer Mäzen, Philanthrop und Unternehmer in der Tatra                                                      | 70    |       |
| 5. Oktober  | Wilhelm Bernhard Benteli                               | Schweizer Maler, Aquarellist, Zeichner und Kunstlehrer                                                          | 84    |       |
| 5. Oktober  | Warren Garst                                           | US-amerikanischer Politiker                                                                                     | 73    |       |
| 5. Oktober  | Vicente Greco                                          | argentinischer Bandoneonist, Bandleader und Tangokomponist                                                      | 36    |       |
| 5. Oktober  | Imao Keinen                                            | japanischer Maler                                                                                               | 79    |       |
| 5. Oktober  | Joseph Vézina                                          | kanadischer Dirigent, Komponist und Organist                                                                    | 75    |       |
| 6. Oktober  | Friedrich Karl zu Hohenlohe-Waldenburg-Schillingsfürst | deutscher Adliger und Standesherr                                                                               | 78    |       |
| 6. Oktober  | Theobald von Oer                                       | sächsischer Generalmajor                                                                                        | 74    |       |
| 7. Oktober  | Clemens Baeumker                                       | deutscher katholischer Philosoph und Philosophiehistoriker                                                      | 71    |       |
| 7. Oktober  | Ludwig Beermann                                        | deutscher Architekt                                                                                             |       |       |
| 7. Oktober  | Otto Graepel                                           | deutscher Jurist und Politiker                                                                                  | 67    |       |
| 7. Oktober  | William Botting Hemsley                                | englischer Botaniker                                                                                            | 80    |       |
| 7. Oktober  | Florens Christian Rang                                 | deutscher protestantischer Theologe, Politiker und Schriftsteller                                               | 60    |       |
| 8. Oktober  | James Britten                                          | britischer Botaniker und Theologe                                                                               | 78    |       |
| 8. Oktober  | Hermann Georg Fritsche                                 | deutscher evangelisch-lutherischer Theologe, Pfarrer und Superintendent                                         | 77    |       |
| 8. Oktober  | Ernestine von Kirchsberg                               | österreichische Landschaftsmalerin                                                                              | 67    |       |
| 8. Oktober  | Theodor Koch-Grünberg                                  | deutscher Anthropologe                                                                                          | 52    |       |
| 8. Oktober  | Hugh de Fellenberg Montgomery                          | nordirischer Großgrundbesitzer und Politiker                                                                    | 80    |       |
| 8. Oktober  | Viktrizius Weiß                                        | bayrischer Kapuziner, dessen Seligsprechungsprozess begonnen hat                                                | 81    |       |
| 9. Oktober  | Karl Böddeker                                          | deutscher Schuldirektor, Anglist, Romanist und Schulbuchautor                                                   | 78    |       |
| 9. Oktober  | Waleri Jakowlewitsch Brjussow                          | russischer Schriftsteller                                                                                       | 50    |       |
| 9. Oktober  | Alfred Morel-Fatio                                     | französischer Romanist und Hispanist                                                                            | 74    |       |
| 9. Oktober  | Joseph Strobl                                          | österreichischer Germanist und Bibliothekar                                                                     | 81    |       |
| 10. Oktober | József Dobos                                           | ungarischer Konditor, Koch und Unternehmer                                                                      | 77    |       |
| 10. Oktober | Josef Jeker                                            | Schweizer Pfarrer und Bienenforscher, Zentralpräsident des Imkerverbandes                                       | 82    |       |
| 10. Oktober | August Langenbuch                                      | deutscher Landschaftsarchitekt                                                                                  | 53    |       |
| 10. Oktober | Carl von Thieme                                        | deutscher Manager in der Versicherungswirtschaft, Gründer der Münchener Rückversicherungs-Gesellschaft sowie... | 80    |       |
| 11. Oktober | Francisco Aguilar Barquero                             | Präsident Costa Ricas                                                                                           | 67    |       |
| 11. Oktober | Sydney Emanuel Mudd                                    | US-amerikanischer Politiker                                                                                     | 39    |       |
| 11. Oktober | Theobald Simon                                         | deutscher Unternehmer und Brauer                                                                                | 77    |       |
| 12. Oktober | Alexander Behnes                                       | deutscher Architekt, Diözesanbaumeister in Osnabrück                                                            | 81    |       |
| 12. Oktober | August Föppl                                           | deutscher Statiker und Hochschullehrer für Technische Mechanik und grafische Statik                             | 70    |       |
| 12. Oktober | Anatole France                                         | französischer Schriftsteller                                                                                    | 80    |       |
| 12. Oktober | Carl Schering                                          | deutscher Pädagoge, Mitglied der Oberschulbehörde und des Redaktionsausschusses der Lübeckischen Blätter        | 58    |       |
| 13. Oktober | Percival J. Illsley                                    | kanadischer Komponist, Organist, Chorleiter und Musikpädagoge                                                   |       |       |
| 13. Oktober | Gustaw Landau-Gutenteger                               | polnischer Architekt                                                                                            |       |       |
| 14. Oktober | Frank B. Brandegee                                     | US-amerikanischer Politiker                                                                                     | 60    |       |
| 14. Oktober | Josef Kienzl                                           | österreichischer Politiker (CSP), Abgeordneter zum Nationalrat                                                  | 66    |       |
| 15. Oktober | Albert Blakeney                                        | US-amerikanischer Politiker                                                                                     | 74    |       |
| 15. Oktober | Georges Florentin Pruvôt                               | französischer Mediziner und Zoologe                                                                             | 72    |       |
| 16. Oktober | John Black                                             | kanadischer Sportschütze                                                                                        | 41    |       |
| 16. Oktober | Paul-Louis Delance                                     | französischer Maler und Kunstpädagoge                                                                           | 76    |       |
| 16. Oktober | Eduardo Duarte e Silva                                 | brasilianischer Geistlicher, römisch-katholischer Bischof von Uberaba                                           | 72    |       |
| 16. Oktober | Hans Schadow                                           | deutscher Porträtmaler                                                                                          | 62    |       |
| 17. Oktober | Wilhelm Beckmann                                       | deutscher Gutsbesitzer, Kommunalpolitiker und Ehrenbürger von Kray                                              | 59    |       |
| 17. Oktober | Joseph Marschall                                       | Schweizer Architekt                                                                                             | 59    |       |
| 17. Oktober | Clara Sudermann                                        | deutsche Schriftstellerin                                                                                       | 63    |       |
| 17. Oktober | Wilhelm Sültenfuß                                      | deutscher Architekt des Historismus                                                                             | 80    |       |
| 18. Oktober | Robert Faber                                           | deutscher Verleger                                                                                              | 55    |       |
| 18. Oktober | Werner von Rostken                                     | preußischer Generalleutnant                                                                                     | 72    |       |
| 18. Oktober | Franz Schrader                                         | französischer Geograph, Alpinist, Kartograph und Maler von väterlicherseits preußisch-deutscher Abstammung      | 80    |       |
| 19. Oktober | Georg Coates                                           | deutscher Diplomat                                                                                              | 70    |       |
| 19. Oktober | Patrick Bernard Delany                                 | irisch-Amerikanischer Elektroingenieur und Erfinder                                                             | 79    |       |
| 19. Oktober | Johann von Flondor                                     | österreichischer und rumänischer Politiker                                                                      | 59    |       |
| 19. Oktober | Hugo von Freytag-Loringhoven                           | preußischer General der Infanterie, Militärschriftsteller                                                       | 69    |       |
| 19. Oktober | Ludwig Riedesel zu Eisenbach                           | deutscher Standesherr und Erbmarschall in Hessen                                                                | 77    |       |
| 19. Oktober | Richard von Schubert-Soldern                           | österreichischer Philosoph und Vertreter des Immanentismus                                                      | 71    |       |
| 19. Oktober | Louis Zborowski                                        | britischer Automobilrennfahrer und -ingenieur                                                                   | 29    |       |
| 20. Oktober | Fritz Grünspach                                        | deutscher Rechtsanwalt                                                                                          | 50    |       |
| 20. Oktober | Heinrich Hollmann                                      | deutscher Landwirt und Politiker (DVP), MdL                                                                     | 59    |       |
| 20. Oktober | Jakob Franz Alexander Kern                             | österreichischer Prämonstratenser und Seliger                                                                   | 27    |       |
| 21. Oktober | Adolf Heinrichs                                        | deutscher Politiker und Regierungspräsident des Regierungsbezirkes Lüneburg                                     | 67    |       |
| 21. Oktober | Martin Marsick                                         | belgischer Geiger und Komponist                                                                                 | 77    |       |
| 21. Oktober | David Paschoud                                         | Schweizer Politiker (FDP)                                                                                       | 79    |       |
| 22. Oktober | Henry Augustus Buchtel                                 | US-amerikanischer Politiker                                                                                     | 77    |       |
| 22. Oktober | Leopold Gregorec                                       | österreichischer Politiker                                                                                      | 84    |       |
| 22. Oktober | Theodor Hertzka                                        | österreichischer Nationalökonom, Schriftsteller und Journalist                                                  | 79    |       |
| 22. Oktober | Wilhelm Knechtel                                       | böhmischer Gärtner und Botaniker                                                                                | 87    |       |
| 23. Oktober | Carl Fridolf Carlson                                   | schwedisch-deutscher Schiffsbauingenieur                                                                        | 54    |       |
| 23. Oktober | Arthur Osann                                           | deutscher Jurist, Politiker (NLP, DVP), MdR und Landtagsabgeordneter                                            | 61    |       |
| 24. Oktober | John Van Denburgh                                      | US-amerikanischer Herpetologe                                                                                   | 52    |       |
| 25. Oktober | Henry Cantwell Wallace                                 | US-amerikanischer Hochschullehrer, Verleger, Autor und Politiker                                                | 58    |       |
| 25. Oktober | Ziya Gökalp                                            | türkischer politischer Publizist, Soziologe, Intellektueller                                                    |       |       |
| 25. Oktober | William Sartain                                        | amerikanischer Maler und Grafiker                                                                               | 80    |       |
| 26. Oktober | Ludwig Nissen                                          | New Yorker Diamantenhändler und Mäzen                                                                           | 68    |       |
| 26. Oktober | Luigi Pelloux                                          | italienischer General und Politiker                                                                             | 85    |       |
| 27. Oktober | Abraham Ángel                                          | mexikanischer Maler                                                                                             | 19    |       |
| 27. Oktober | Josefine Swoboda                                       | österreichische Malerin und Grafikerin                                                                          | 63    |       |
| 27. Oktober | Julius Szeps                                           | österreichischer Jurist, Journalist und Herausgeber                                                             | 56    |       |
| 28. Oktober | Walter Boveri                                          | schweizerisch-deutscher Industrieller                                                                           | 59    |       |
| 28. Oktober | Emanuel Chvála                                         | tschechischer Komponist und Musikschriftsteller                                                                 | 73    |       |
| 28. Oktober | Emil Kiesewetter                                       | US-amerikanischer Buchhalter, Soldat und Politiker                                                              | 79    |       |
| 28. Oktober | Albert von Rhamm                                       | deutscher Jurist und Politiker                                                                                  | 78    |       |
| 28. Oktober | Antonie Traun                                          | deutsche Sozialreformerin                                                                                       | 73    |       |
| 29. Oktober | Frances Hodgson Burnett                                | britische Autorin                                                                                               | 74    |       |
| 29. Oktober | Ernst König                                            | deutscher Chemiker                                                                                              | 55    |       |
| 29. Oktober | Maffeo Pantaleoni                                      | italienischer Ökonom und Politiker                                                                              | 67    |       |
| 29. Oktober | Ernst Stahl                                            | deutscher Musiker, Komponist, Kantor und Dirigent                                                               | 78    |       |
| 30. Oktober | Fritz von Gemmingen-Hornberg                           | württembergischer Offizier und Kammerherr, Besitzer zahlreicher Güter in der Oberpfalz                          | 64    |       |
| 31. Oktober | Robert Gersuny                                         | österreichischer Chirurg                                                                                        | 80    |       |
| 31. Oktober | Rudolf Gottlieb                                        | deutscher Arzt und Pharmakologe                                                                                 | 60    |       |
| 31. Oktober | Benno von Holwede                                      | deutscher Mediziner                                                                                             | 74    |       |

## November
| Tag          | Name                                 | Beruf, bekannt als                                                                                              | Alter | Beleg |
| ------------ | ------------------------------------ | --- | ----- | ----- |
| 1. November  | Jules Greenbaum                      | deutscher Filmproduzent und Pionier des deutschen Films                                                         | 57    |       |
| 1. November  | Jesse Burr Strode                    | US-amerikanischer Politiker                                                                                     | 79    |       |
| 1. November  | Günther von Sydow                    | deutscher Verwaltungs- und Kirchenbeamter                                                                       | 69    |       |
| 2. November  | August Abegg                         | Schweizer Textilunternehmer                                                                                     | 62    |       |
| 3. November  | Cornelius Cole                       | US-amerikanischer Politiker                                                                                     | 102   |       |
| 3. November  | Ned Hollister                        | US-amerikanischer Zoologe                                                                                       | 47    |       |
| 3. November  | Martin Klein                         | österreich-ungarischer Tenor, Geiger, Unterhaltungskünstler, Theaterschauspieler, Theaterleiter und Theaterr... | 60    |       |
| 3. November  | Philipp Strauch                      | russischer Segler                                                                                               | 62    |       |
| 4. November  | Gabriel Fauré                        | französischer Komponist                                                                                         | 79    |       |
| 4. November  | Josef Wiedenhofer                    | österreichischer Politiker (SdP), Abgeordneter zum Nationalrat                                                  | 51    |       |
| 5. November  | Fatma Pesend                         | 11. Gemahlin von Sultan Abdülhamid II.                                                                          | 48    |       |
| 6. November  | Georg Hieb                           | Opernsänger (Bass) und Theaterschauspieler                                                                      |       |       |
| 6. November  | Jaan Jõgever                         | estnischer Sprachwissenschaftler                                                                                | 64    |       |
| 6. November  | Marie von Rokitansky                 | österreichische Kochbuchautorin                                                                                 | 76    |       |
| 7. November  | Giovanni Maria Camilleri             | maltesischer Ordensgeistlicher, Bischof von Gozo                                                                | 81    |       |
| 7. November  | Friedrich Haumann                    | deutscher Beamter und Generaldirektor                                                                           | 67    |       |
| 7. November  | Fritz Ludloff                        | deutscher Expeditionsteilnehmer, Major                                                                          | 49    |       |
| 7. November  | Arnold Rieck                         | deutscher Schauspieler                                                                                          | 48    |       |
| 7. November  | Hans Thoma                           | deutscher Maler und Grafiker                                                                                    | 85    |       |
| 8. November  | Alexander Issajewitsch Braudo        | litauisch-russischer Historiker und Bibliothekar                                                                | 59    |       |
| 8. November  | Gerard Pierre Laurent Kalshoven Gude | britischer Malakologe niederländischer Herkunft                                                                 |       |       |
| 8. November  | Sergei Michailowitsch Ljapunow       | russischer Komponist und Pianist                                                                                | 64    |       |
| 8. November  | Mike Merlo                           | Präsident der Unione Siciliana                                                                                  | 44    |       |
| 8. November  | Hugo Ruff                            | deutscher Heimatforscher                                                                                        | 81    |       |
| 8. November  | Hans Jakob Schmid                    | Schweizer Lithograph                                                                                            | 68    |       |
| 9. November  | Joseph Depoin                        | französischer Grafologe, Historiker und Stenograf                                                               | 71    |       |
| 9. November  | William Walton Kitchin               | US-amerikanischer Politiker                                                                                     | 58    |       |
| 9. November  | Anton Lanner                         | österreichischer Politiker (parteilos), Abgeordneter zum Nationalrat, Mitglied des Bundesrates                  | 41    |       |
| 9. November  | Henry Cabot Lodge senior             | US-amerikanischer Politiker                                                                                     | 74    |       |
| 10. November | Wilhelm Beurlen                      | deutscher Politiker (DVP), MdL (Württemberg)                                                                    | 81    |       |
| 10. November | Archibald Geikie                     | britischer Geologe                                                                                              | 88    |       |
| 10. November | Dean O’Banion                        | US-amerikanischer Gang-Anführer und Rivale Al Capones                                                           | 32    |       |
| 10. November | Lola Rodríguez de Tió                | puerto-ricanische Dichterin                                                                                     | 81    |       |
| 11. November | Ulrich Guhl                          | Schweizer reformierter Pfarrer und Politiker (FDP)                                                              | 86    |       |
| 11. November | Wano Saradschischwili                | georgischer und sowjetischer Opernsänger                                                                        | 45    |       |
| 12. November | Carlo De Stefani                     | italienischer Geologe und Paläontologe                                                                          | 73    |       |
| 12. November | Caspar Augustin Geiger               | deutscher Maler und Professor                                                                                   | 77    |       |
| 12. November | Louis Glass                          | Erfinder der Jukebox                                                                                            | 79    |       |
| 12. November | Edmund Dene Morel                    | britischer Journalist, Autor und sozialistischer Politiker, Mitglied des House of Commons                       | 51    |       |
| 13. November | Friedrich Albin Hoffmann             | deutscher Anatom und Internist                                                                                  | 81    |       |
| 13. November | Eleonora Stetschynska                | ukrainische Schauspielerin                                                                                      | 72    |       |
| 14. November | Ludo Moritz Hartmann                 | österreichischer Historiker, Diplomat und sozialdemokratischer Politiker                                        | 59    |       |
| 14. November | Samuel Keller                        | Schweizer protestantischer Theologe und Schriftsteller                                                          | 68    |       |
| 15. November | Franz Hirschfeld                     | deutscher Schriftsteller, Dramatiker und Lyriker                                                                | 56    |       |
| 15. November | Edwin Samuel Montagu                 | britischer Politiker, Mitglied des House of Commons                                                             | 45    |       |
| 15. November | Stefan Pacha                         | römisch-katholischer Abtpfarrer von Temeswar-Fabrikstadt                                                        | 65    |       |
| 15. November | Jakub Schikaneder                    | böhmischer Maler                                                                                                | 69    |       |
| 16. November | Alexander Andrejewitsch Archangelski | russischer Kirchenmusiker, Komponist und Chorleiter                                                             | 78    |       |
| 16. November | Paulus von Braun                     | deutscher evangelischer Theologe                                                                                | 82    |       |
| 17. November | Georges Fulliquet                    | Schweizer evangelischer Geistlicher und Hochschullehrer                                                         | 61    |       |
| 17. November | Robert Hallgarten                    | deutscher privat forschender Jurist und Germanist                                                               | 54    |       |
| 17. November | Ernst Hildebrand                     | deutscher Historien- und Porträtmaler                                                                           | 91    |       |
| 17. November | Konrad Hirsch                        | schwedischer Fußballspieler                                                                                     | 24    |       |
| 17. November | Oscar Klose                          | deutscher Komponist                                                                                             | 65    |       |
| 17. November | Eugène Simon                         | französischer Arachnologe                                                                                       | 76    |       |
| 18. November | Friedrich von Koenig                 | deutscher Unternehmer                                                                                           | 95    |       |
| 18. November | Karl Egon von Reitzenstein           | deutscher Politiker, Vorsitzender des Deutschen Volksbundes für Polnisch-Schlesien, Abgeordneter im Schlesis... | 51    |       |
| 18. November | John Hall Stephens                   | US-amerikanischer Politiker                                                                                     | 76    |       |
| 19. November | Anton Christoph                      | österreichischer Jurist und Politiker                                                                           | 57    |       |
| 19. November | Arthur Gabriel                       | deutscher Arzt und medizinischer Schriftsteller                                                                 | 59    |       |
| 19. November | Thomas Harper Ince                   | US-amerikanischer Filmregisseur und Filmproduzent der Stummfilmära                                              | 44    |       |
| 19. November | Michael Logue                        | katholischer Theologe und Kardinal                                                                              | 84    |       |
| 19. November | Adolph Stuhlmann                     | deutscher Pädagoge und Mundartdichter                                                                           | 86    |       |
| 19. November | Wilhelm Thielmann                    | deutscher Maler und Zeichner                                                                                    | 56    |       |
| 20. November | Adolf von Dalwigk zu Lichtenfels     | preußischer Regierungspräsident                                                                                 | 64    |       |
| 20. November | Vilmos Fraknói                       | ungarischer Historiker                                                                                          | 81    |       |
| 20. November | Dora Hitz                            | deutsche Malerin                                                                                                | 68    |       |
| 20. November | Ebenezer Cobb Morley                 | Mitgründer des englischen Fußballverbands                                                                       | 93    |       |
| 20. November | Lee Stack                            | britischer General und Generalgouverneur                                                                        | 56    |       |
| 21. November | Florence Harding                     | US-amerikanische First Lady                                                                                     | 64    |       |
| 21. November | John Lamb                            | US-amerikanischer Politiker                                                                                     | 84    |       |
| 21. November | Paul Milliet                         | französischer Schriftsteller und Librettist                                                                     | 76    |       |
| 21. November | Julius Wilhelm Otto Richter          | deutscher Autor                                                                                                 | 85    |       |
| 21. November | Alois Riehl                          | österreichischer Philosoph                                                                                      | 80    |       |
| 22. November | Friedrich Goetze                     | deutscher Maschinenschlosser und Lokomotivführer                                                                | 67    |       |
| 22. November | Herman Heijermans                    | niederländischer Dramatiker, Schriftsteller, Journalist und Intendant                                           | 59    |       |
| 22. November | Carl Bernhard von Ibell              | deutscher Rechtsanwalt und Notar, Oberbürgermeister von Wiesbaden (1883–1913)                                   | 77    |       |
| 22. November | Bruno Pammer                         | österreichischer Abt                                                                                            | 58    |       |
| 23. November | Carlos Durán Cartín                  | Präsident Costa Ricas                                                                                           | 72    |       |
| 23. November | Nikolai Alexejewitsch Sokolow        | Untersuchungsführer bei der Klärung des Verbleibes der Zarenfamilie nach deren Erschießung                      | 42    |       |
| 24. November | Ernest Chantre                       | französischer Archäologe, Paläontologe, Anthropologe und Geologe                                                | 81    |       |
| 24. November | Charles S. Fairchild                 | US-amerikanischer Politiker                                                                                     | 82    |       |
| 24. November | Jules Worms                          | französischer Maler, Radierer und Zeichner                                                                      | 91    |       |
| 25. November | Theodor Sohm                         | deutscher Richter                                                                                               | 81    |       |
| 26. November | Cölestin Wolfsgruber                 | österreichischer Benediktiner, Kirchenhistoriker und Hofprediger                                                | 76    |       |
| 27. November | Carl Heim                            | deutscher Elektroingenieur, Hochschullehrer, Rektor der Technischen Hochschule Hannover                         | 66    |       |
| 27. November | Nicolaus Mattsen                     | deutscher Landwirt und Politiker (NLP), MdR                                                                     | 77    |       |
| 27. November | Stefan Toschew                       | bulgarischer General im Ersten Weltkrieg                                                                        | 64    |       |
| 27. November | Ottmar Zieher                        | deutscher Ansichtskartenverleger                                                                                | 67    |       |
| 28. November | Friedrich Martin von Bechtold        | hessischer Beamter und Kreisdirektor in Offenbach                                                               | 58    |       |
| 28. November | Wilhelm Hufnagel                     | deutscher Arzt                                                                                                  | 76    |       |
| 29. November | Giacomo Puccini                      | italienischer Komponist                                                                                         | 65    |       |
| 29. November | Ernest Shand                         | englischer Gitarrist, Komponist und Schauspieler                                                                | 56    |       |
| 30. November | Alfred Baumgarten                    | deutscher Arzt                                                                                                  | 62    |       |
| 30. November | Wilhelm Brunotte                     | deutscher Pädagoge und Heimatforscher                                                                           | 79    |       |
| 30. November | Carl Schirek                         | böhmischer Kunsthistoriker und Museumskustos                                                                    | 65    |       |
| 30. November | Rudolf Steck                         | Schweizer Theologe und Schriftsteller                                                                           | 82    |       |

## Dezember
| Tag          | Name                             | Beruf, bekannt als                                                                                              | Alter | Beleg |
| ------------ | -------------------------------- | --- | ----- | ----- |
| 1. Dezember  | Heinrich Laakmann                | deutscher katholischer Geistlicher                                                                              | 84    |       |
| 2. Dezember  | Emmy Achté                       | finnische Opernsängerin und Musikpädagogin                                                                      | 74    |       |
| 2. Dezember  | Kazimieras Būga                  | litauischer Sprachwissenschaftler                                                                               | 45    |       |
| 2. Dezember  | Karl Probst                      | österreichischer Genre- und Porträtmaler                                                                        | 70    |       |
| 2. Dezember  | Hugo von Seeliger                | deutscher Astronom                                                                                              | 75    |       |
| 3. Dezember  | Wilhelm Eben                     | preußischer Offizier, zuletzt Generalleutnant                                                                   | 75    |       |
| 3. Dezember  | Hans Mittwoch                    | deutscher Buchdrucker und Politiker (SPD, USPD), MdR                                                            | 49    |       |
| 4. Dezember  | Reinhold Becker                  | deutscher Komponist, Violinist und Chorleiter                                                                   | 82    |       |
| 4. Dezember  | William Ellison-Macartney        | britischer Politiker, Gouverneur von Tasmanien und Western Australia                                            | 72    |       |
| 4. Dezember  | Laura Frost                      | deutsche Schriftstellerin und Frauenrechtlerin                                                                  | 73    |       |
| 4. Dezember  | Adolf Rebhuhn                    | deutscher Volksschullehrer                                                                                      | 70    |       |
| 5. Dezember  | Anton Balluff                    | deutscher Opernsänger (Tenor)                                                                                   | 78    |       |
| 5. Dezember  | Cipriano Castro                  | Präsident Venezuelas                                                                                            | 65    |       |
| 5. Dezember  | Alfred Dillmann                  | deutscher Rechtsanwalt, Vordenker des Antiziganismus                                                            | 75    |       |
| 6. Dezember  | Herman Joseph Alerding           | deutschstämmiger, US-amerikanischer Geistlicher, Bischof von Fort Wayne                                         | 79    |       |
| 6. Dezember  | Annie Moore                      | irische Emigrantin                                                                                              | 50    |       |
| 6. Dezember  | Gene Stratton-Porter             | US-amerikanische Schriftstellerin, Naturkundlerin und Fotografin                                                | 61    |       |
| 6. Dezember  | Klara Zamenhof                   | russische Gründungsesperantistin                                                                                | 61    |       |
| 7. Dezember  | Rudolph Sophus Bergh             | dänischer Komponist                                                                                             | 65    |       |
| 7. Dezember  | William Henry Finlay             | südafrikanischer Astronom                                                                                       | 75    |       |
| 7. Dezember  | Hilde Mangold                    | deutsche Entwicklungsbiologin                                                                                   | 25    |       |
| 8. Dezember  | Franz Drobny                     | österreichischer Architekt und Hochschullehrer                                                                  | 61    |       |
| 8. Dezember  | Carl Anton Larsen                | norwegischer Walfänger und Antarktisforscher                                                                    | 64    |       |
| 8. Dezember  | Amalie Pölzer                    | österreichische Politikerin                                                                                     | 53    |       |
| 8. Dezember  | Xaver Scharwenka                 | deutscher Komponist, Pianist und Musikpädagoge polnisch-tschechischer Herkunft                                  | 74    |       |
| 8. Dezember  | Yamamura Bochō                   | japanischer Lyriker                                                                                             | 40    |       |
| 9. Dezember  | Robert Held                      | deutscher Kaufmann und Unternehmer in der Berliner Elektroindustrie                                             | 62    |       |
| 9. Dezember  | Iwan Iwanowitsch Kryschanowski   | russischer Komponist                                                                                            | 57    |       |
| 9. Dezember  | Andreas Lohrey                   | deutscher Baumeister                                                                                            |       |       |
| 9. Dezember  | Mahlon Pitney                    | US-amerikanischer Jurist und Politiker                                                                          | 66    |       |
| 9. Dezember  | Josef Reichl                     | österreichischer Dialektautor und Heimatdichter                                                                 | 64    |       |
| 9. Dezember  | Philipp Wiemer                   | deutscher Politiker (SPD), MdR                                                                                  | 75    |       |
| 9. Dezember  | Bernard Zweers                   | niederländischer Komponist, Musikpädagoge und Dirigent                                                          | 70    |       |
| 10. Dezember | August Belmont junior            | amerikanischer Bankier, Pferderennstallbesitzer                                                                 | 71    |       |
| 10. Dezember | Bruno Doehn                      | deutscher Reichsgerichtsrat                                                                                     | 58    |       |
| 10. Dezember | Max Hoeppener                    | russischer Architekt                                                                                            | 76    |       |
| 10. Dezember | Margarete Michaelson             | deutsche Schriftstellerin                                                                                       | 52    |       |
| 10. Dezember | Franz Schmelter                  | Theater- und Filmschauspieler sowie Regisseur, Drehbuchautor und Filmproduzent der Stummfilmzeit                | 62    |       |
| 10. Dezember | Ferdinand Teetz                  | deutscher Philologe, Lehrer und Schulleiter sowie Autor                                                         | 64    |       |
| 11. Dezember | Johann von Chlumecký             | österreichischer Jurist und Politiker                                                                           | 90    |       |
| 11. Dezember | Karl Henschel                    | deutscher Unternehmer, Inhaber der Maschinenfabrik Henschel & Sohn in Kassel                                    | 51    |       |
| 11. Dezember | Theodor Wieseler                 | deutscher Haushaltwareneinzel- und -großhändler                                                                 | 65    |       |
| 12. Dezember | Ernst Nitzschke                  | deutscher Weber, Gastwirt und Politiker (SPD), MdR                                                              | 69    |       |
| 12. Dezember | Alexander Parvus                 | russischer Revolutionär (Menschewiki) und deutscher Sozialdemokrat                                              | 57    |       |
| 12. Dezember | Antoni Piotrowski                | polnischer Maler und Zeichner                                                                                   | 71    |       |
| 13. Dezember | Samuel Gompers                   | US-amerikanischer Gewerkschafter                                                                                | 74    |       |
| 13. Dezember | Michail Sarafow                  | bulgarischer Revolutionär, Diplomat und Politiker                                                               | 70    |       |
| 13. Dezember | Albert Eduard Toepffer           | deutscher Industrieller                                                                                         | 83    |       |
| 14. Dezember | Martin H. Glynn                  | US-amerikanischer Politiker                                                                                     | 53    |       |
| 14. Dezember | Heinrich von Papius              | deutscher Jurist und Politiker (Zentrum), MdR                                                                   | 85    |       |
| 14. Dezember | Franciszek Słomkowski            | polnischer Geiger, Dirigent, Musikpädagoge und Komponist                                                        |       |       |
| 15. Dezember | T. Frank Appleby                 | US-amerikanischer Politiker                                                                                     | 60    |       |
| 15. Dezember | Emil Döll                        | deutscher Wirtschaftswissenschaftler                                                                            | 74    |       |
| 15. Dezember | Jean Geoffroy                    | französischer Maler und Illustrator                                                                             | 71    |       |
| 15. Dezember | Franz Friedrich Kohl             | österreichischer Entomologe und Volksliedforscher                                                               | 73    |       |
| 15. Dezember | David Neumark                    | jüdischer Religionsphilosoph                                                                                    | 58    |       |
| 15. Dezember | Friedrich Trendelenburg          | deutscher Chirurg und Hochschullehrer                                                                           | 80    |       |
| 16. Dezember | Gottfried Bierstedt              | deutscher Jurist und Oberkirchenratspräsident in Schwerin                                                       | 71    |       |
| 16. Dezember | Robert P. Morris                 | US-amerikanischer Politiker                                                                                     | 71    |       |
| 16. Dezember | Jean-Pierre Rousselot            | französischer Geistlicher und Forscher                                                                          | 78    |       |
| 17. Dezember | Ludolf von Bismarck              | deutscher Politiker und Landeshauptmann des Kreises Stendal                                                     | 90    |       |
| 17. Dezember | Károly Grecsák                   | ungarischer Politiker, Jurist und Justizminister                                                                | 70    |       |
| 17. Dezember | Emilie Mauerer                   | deutsche Politikerin (SPD), MdL                                                                                 | 61    |       |
| 17. Dezember | James McCleary                   | US-amerikanischer Politiker                                                                                     | 71    |       |
| 17. Dezember | Anna Plothow                     | deutsche Vorkämpferin in der Frauenbewegung, Gründerin von Kinderhorten und anderen sozialen Einrichtungen s... | 71    |       |
| 17. Dezember | Rudolf Schöttler                 | deutscher Ingenieur und Hochschullehrer                                                                         | 74    |       |
| 18. Dezember | James E. Campbell                | US-amerikanischer Politiker                                                                                     | 81    |       |
| 18. Dezember | Wilhelm Fredenhagen              | Offenbacher Maschinenfabrikant                                                                                  | 81    |       |
| 18. Dezember | William Ingram                   | englischer Jurist und Politiker                                                                                 | 77    |       |
| 18. Dezember | Julius Kahn                      | US-amerikanischer Politiker                                                                                     | 63    |       |
| 18. Dezember | Karl von Leipziger               | deutscher Rittergutsbesitzer und Politiker, MdR                                                                 | 76    |       |
| 18. Dezember | Samuel W. Peel                   | US-amerikanischer Politiker                                                                                     | 93    |       |
| 18. Dezember | Francesco Sidoli                 | italienischer Geistlicher, römisch-katholischer Erzbischof von Genua                                            | 50    |       |
| 18. Dezember | James R. Young                   | US-amerikanischer Politiker                                                                                     | 77    |       |
| 19. Dezember | Josef Beyrer                     | österreichischer Bildhauer                                                                                      | 84    |       |
| 19. Dezember | Heinrich Küttler                 | deutscher Kupferschmiedemeister und Politiker (DDP), Landtagsabgeordneter Waldeck                               | 61    |       |
| 19. Dezember | Luis Emilio Recabarren           | chilenischer Politiker und gilt als der Begründer der chilenischen Arbeiterbewegung                             | 48    |       |
| 19. Dezember | Horace L. Wells                  | US-amerikanischer Chemiker                                                                                      | 69    |       |
| 20. Dezember | George William Buchanan          | britischer Diplomat                                                                                             | 70    |       |
| 20. Dezember | Pawel Alexejewitsch Nekrassow    | russischer Mathematiker                                                                                         | 71    |       |
| 20. Dezember | Johannes Sarnow                  | deutscher Jurist, preußischer Provinzialbeamter und Politiker                                                   | 64    |       |
| 21. Dezember | Francesco Balli                  | Schweizer Politiker                                                                                             | 72    |       |
| 21. Dezember | Anton David                      | österreichischer Politiker (SDAP), Landtagsabgeordneter, Abgeordneter zum Nationalrat                           | 75    |       |
| 21. Dezember | Heinrich Dreser                  | deutscher Pharmakologe                                                                                          | 64    |       |
| 21. Dezember | Alfred Käser                     | Schweizer Evangelist                                                                                            | 45    |       |
| 21. Dezember | Wilhelm Jahn                     | deutscher Generalleutnant                                                                                       | 58    |       |
| 21. Dezember | Franz Luis Karl Schulze          | deutscher Kapitän und Schriftsteller                                                                            | 68    |       |
| 22. Dezember | Peter von Baranoff               | russischer General der Kavallerie                                                                               | 81    |       |
| 22. Dezember | Karl Denke                       | deutscher Serienmörder                                                                                          | 64    |       |
| 22. Dezember | Kersten von Schenck              | deutscher Verwaltungsbeamter                                                                                    | 56    |       |
| 23. Dezember | Rudolf von Burk                  | württembergischer Sanitätsoffizier, zuletzt Generalarzt                                                         | 83    |       |
| 23. Dezember | Louis Carton                     | französischer Arzt und Archäologe                                                                               | 63    |       |
| 23. Dezember | Ailwyn Fellowes, 1. Baron Ailwyn | britischer Politiker, Unterhausabgeordneter und Peer                                                            | 69    |       |
| 23. Dezember | Erich von Gündell                | preußischer General der Infanterie im Ersten Weltkrieg                                                          | 70    |       |
| 24. Dezember | Max Cronenberg                   | deutscher Architekt und Bauunternehmer                                                                          | 67    |       |
| 24. Dezember | Franz Heinrigs                   | preußischer Oberst                                                                                              | 53    |       |
| 24. Dezember | Julius von Klever                | russischer Maler                                                                                                | 74    |       |
| 24. Dezember | Karl Wilhelm Mandel              | deutscher Verwaltungsjurist und Unterstaatssekretär                                                             | 73    |       |
| 24. Dezember | Carl von Monroy                  | deutscher Forstmann und Oberlandforstmeister von Mecklenburg-Schwerin                                           | 78    |       |
| 24. Dezember | Nakamura Tsune                   | japanischer Maler der Yōga-Richtung                                                                             | 37    |       |
| 24. Dezember | John H. Weeks                    | britischer Missionar; Anthropologe und Afrikaforscher                                                           |       |       |
| 25. Dezember | Viktor Parma                     | slowenischer Komponist                                                                                          | 66    |       |
| 26. Dezember | Mathias Koenen                   | deutscher Bauingenieur, Begründer der Eisen- bzw. Stahlbetonbauweise und „geistiger Vater des deutschen Eise... | 75    |       |
| 26. Dezember | Arnold Henry Savage Landor       | britischer Reiseschriftsteller und Forscher                                                                     | 57    |       |
| 27. Dezember | William Archer                   | schottischer Theaterkritiker                                                                                    | 68    |       |
| 27. Dezember | Léon Bakst                       | russisch-französischer Maler und Bühnenbildner                                                                  | 58    |       |
| 27. Dezember | Franz Morawetz                   | österreichischer Uhrmacher und Erfinder                                                                         |       |       |
| 28. Dezember | Rudolph Kleberg                  | US-amerikanischer Politiker                                                                                     | 77    |       |
| 28. Dezember | Albert Koebele                   | deutsch-amerikanischer Entomologe und einer der Begründer der biologischen Schädlingsbekämpfung                 | 71    |       |
| 28. Dezember | Hermann Wilhelm Stockmann        | deutscher Regierungspräsident und Politiker, MdR                                                                | 76    |       |
| 29. Dezember | Ben F. Caldwell                  | US-amerikanischer Politiker                                                                                     | 76    |       |
| 29. Dezember | George Downing Liveing           | englischer Chemiker                                                                                             | 97    |       |
| 29. Dezember | Paul Schreiber                   | deutscher Meteorologe und Erfinder                                                                              | 76    |       |
| 29. Dezember | Carl Spitteler                   | Schweizer Dichter und Schriftsteller                                                                            | 79    |       |
| 30. Dezember | Oreste Giorgi                    | italienischer Kurienkardinal der römisch-katholischen Kirche                                                    | 68    |       |
| 30. Dezember | Waldemar Mueller                 | deutscher Bankier und Politiker, MdR                                                                            | 73    |       |
| 30. Dezember | Gustav Schmidt                   | deutscher Politiker (SPD), MdL (Königreich Sachsen, Freistaat Sachsen)                                          | 61    |       |
| 31. Dezember | George Winthrop Fairchild        | US-amerikanischer Politiker                                                                                     | 70    |       |
| 31. Dezember | Georg Maercker                   | deutscher Generalmajor                                                                                          | 59    |       |
| 31. Dezember | Tomioka Tessai                   | japanischer Maler                                                                                               | 88    |       |